# Friedrich Ernst Ruhkopf
Friedrich Ernst Ruhkopf (Soßmar, 1º ottobre 1760 – 1821) è stato un filologo classico tedesco.

## Biografia
Ruhkopf fu insegnante di scuola a Ruppin e nel 1794 fu nominato rettore a Bielefeld. Dal 1815 al 1821 fu direttore del Liceo di Hannover. È ricordato per la sua opera di filologia classica, in particolare la sua edizione in cinque volumi di Seneca, intitolata "L. Annaei Senecae philosophi Opera omnia quae supersunt" (1797-1811).

## Opere
- Erklärende Anmerkungen zu Homers Ilias, con Johann Heinrich Justus Köppen.
- Geschichte des Schul- und Erziehungswesens in Deutschland, (1794).
- L. Annaei Senecae Philosophi Opera omnia quae supersunt; (5 volumi, 1797–1811).
- P. Virgilii Maronis opera in tironum gratiam perpetua, edizione di Virgilio, con Christian Gottlob Heyne e Ernst Karl Friedrich Wunderlich (2 volumi, 1816).
- Über Homers Leben und Gesänge, con Johann Heinrich Justus Köppen, (1821).[1]
- Lateinisch-deutsches und deutsch-lateinisches Schulwörterbuch, con Ernst Friedrich Kärcher; (1822).